# Soultzeren
Soultzeren é uma comuna francesa na região administrativa de Grande Leste, no departamento Alto Reno. Estende-se por uma área de 18,29 km². Em 2010 a comuna tinha 1 132 habitantes (densidade: 61,9 hab./km²).